# Station Łomnica Dolna
Station Łomnica Dolna is een spoorwegstation in de Poolse plaats Łomnica.